# Gneu Fulvi Màxim Centumal
Gneu Fulvi Màxim Centumal (en llatí Cneus Fulvius CN. F. CN. N. Maximus Centumalus) va ser un militar i magistrat de la República Romana. Va ser cònsol l'any 298 aC i la seva carrera militar va fer que el senat confiés en ell per ser dictador per la preparació de la Primera Guerra Púnica.

## Carrera professional
Membre de la gens plebea Fúlvia, és mencionat per primera vegada com a legat del dictador Marc Valeri Corv durant la guerra contra els etruscs, l'any 301 aC. Va ser cònsol el 298 aC junt amb Luci Corneli Escipió. Tot seguit va ser enviat al nord, mentre que el seu col·lega anava cap al sud, els dos fronts de la tercera guerra samnita. Va guanyar una notable victòria sobre els samnites, a prop de Boviànum i després va conquerir Aufidena. Segons l'historiador S. P. Oakley, Titus Livi probablement va confondre l'escenari de la guerra i en realitat la victòria de Centumal va ser sobre els sabins.
Després es creu que va obtenir algunes victòries a Etrúria i els Fasti diuen que va celebrar un triomf sobre ambdós enemics. L'any 295 aC era propretor en la campanya de Quint Fabi Màxim Gurges i Publi Deci Mus II, i va derrotar els etruscs. Centumal i la seva legió van acampar en territori falisc amb ordres de defensar el pas sobre el riu Tíber i de mantenir obertes les línies de comunicació amb la capital. Els problemes al camp de batalla van ser la causa que els cònsols manessin a Centumal atacar Clúsium juntament amb Luci Postumi Megel, com a tàctica per forçar els etruscs a recular les seves forces i allunyar-se de Sentínum. Mentre Postumi Megel era enviat de retorn a Roma, Centumal va envair Etrúria i va devastar el territori. Quan les ciutats de Clúsium i Perusia van enviar tropes per aturar aquests atacs, van ser derrotats ràpidament. Després d'aquesta victòria romana i la de Sentínum, Centumal va ser reclamat a Roma i es va donar descans al seu exèrcit.
Un dictador esmentat pels Fasti per clavi figendi causa el 263 aC duia el seu nom i era probablement aquest mateix personatge, o bé un fill del que res se sap. La Primera Guerra Púnica estava a punt de començar i la funció d'aquest dictador era la de preparar la flota que atacaria Cartago.